# Andy Najar
Andy Najar Rodríguez, conhecido somente como Andy Najar (Choluteca, 16 de março de 1993), é um futebolista Hondurenho que atua como lateral-direito e ponta direita. Atualmente, joga pelo Olimpia. 

## Carreira
Fez parte da seleção Hondurenha que disputou as Olimpíadas de 2012, Copa Ouro da CONCACAF de 2013 e a Copa do Mundo FIFA de 2014.

## Títulos

### Individuais
- Novato do Ano da MLS: 2010